# Mladen Bojinović
Mladen Bojinović (serbisch-kyrillisch Младен Бојиновић; * 17. Januar 1977 in Banja Luka, Jugoslawien) ist ein serbischer Handballspieler. Er ist 2,02 m groß und wiegt 102 Kilogramm. Bojinović, der für den bosnisch-herzegowinischen Club RK Borac Banja Luka spielt und für die serbische Nationalmannschaft aufläuft, kann im Rückraum flexibel eingesetzt werden, als Rechtshänder fühlt er sich aber im linken Rückraum besonders wohl.

## Karriere
Mladen Bojinović begann mit dem Handballspiel in seiner Heimatstadt Banja Luka, bevor er ins Jugend-Internat des serbischen Spitzenclubs Partizan Belgrad kam. Nach drei Meisterschaften und zwei Pokalen mit Belgrad wechselte er 1999 zu Ademar León in die spanische Liga ASOBAL, wo er Torschützenkönig wurde; deshalb zog er nach nur einem Jahr weiter zu Bidasoa Irún. Hier wurde er erneut Torschützenkönig, sodass er 2001 – wieder nach nur einem Jahr – vom großen FC Barcelona verpflichtet wurde. Dort gewann Bojinović mit dem spanischen Supercup zwar endlich wieder einen Titel mit der Mannschaft, sah sich im Verein aber auch einer deutlich höheren Konkurrenz ausgesetzt, sodass er 2002 zum französischen Serienmeister Montpellier HB wechselte. Mit Montpellier gewann er 2003, 2004, 2005, 2006, 2008, 2009, 2010, 2011 und 2012 die französische Meisterschaft, 2003, 2005, 2006, 2008, 2009, 2010 und 2012 den französischen Pokal, 2004, 2005, 2006 und 2007 den französischen Ligapokal und als Höhepunkt 2003 die EHF Champions League. Im Sommer 2012 wechselte er zum Ligarivalen Paris Saint-Germain. Mit Paris gewann er 2013 und 2015 die Meisterschaft sowie 2014 und 2015 den französischen Pokal. Seit 2015 steht er bei RK Borac Banja Luka unter Vertrag.
Obwohl Bojinović im heutigen Bosnien-Herzegowina geboren wurde, nahm er nach der Auflösung der ehemaligen Republik Jugoslawien die serbisch-montenegrinische Staatsbürgerschaft an, da dieses Land die meisten erfolgreichen Handballer übernahm.
Bei der Handball-Weltmeisterschaft der Herren 1999 gewann er mit Serbien-Montenegro die Bronzemedaille. Er steht im erweiterten Aufgebot der serbischen Nationalmannschaft für die Weltmeisterschaft 2011; bis Dezember 2010 bestritt er 102 Länderspiele, in denen er 322 Tore warf.

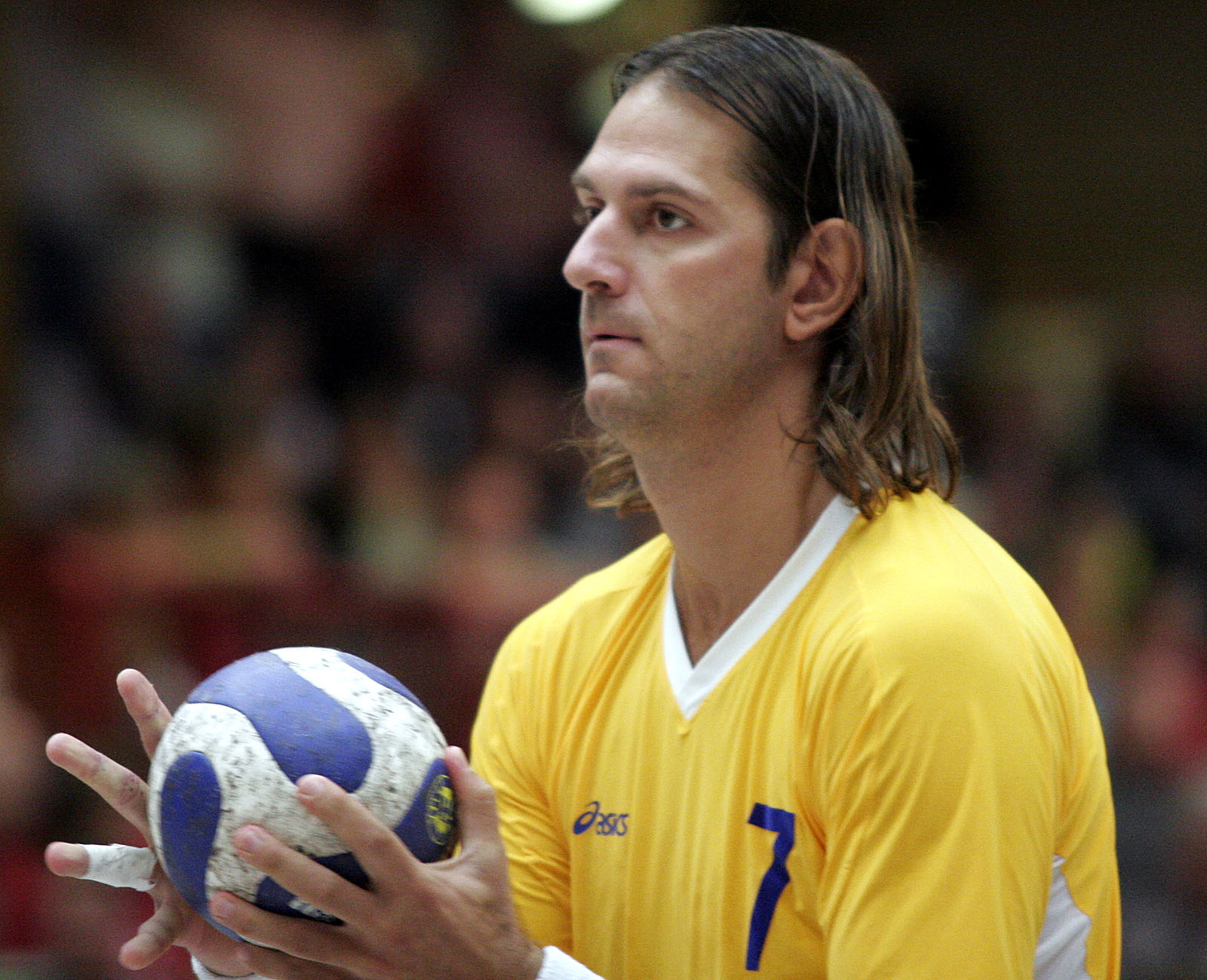
Mladen Bojinović am 12. August 2007 beim Schlecker Cup